# Lawang (Peudada)
Lawang is een bestuurslaag in het regentschap Bireuen van de provincie Atjeh, Indonesië. Lawang telt 217 inwoners (volkstelling 2010).